# Coen Vermeltfoort
Coen Vermeltfoort, né le 11 avril 1988 à Heeswijk, est un coureur cycliste néerlandais, membre de l'équipe VolkerWessels.

## Biographie

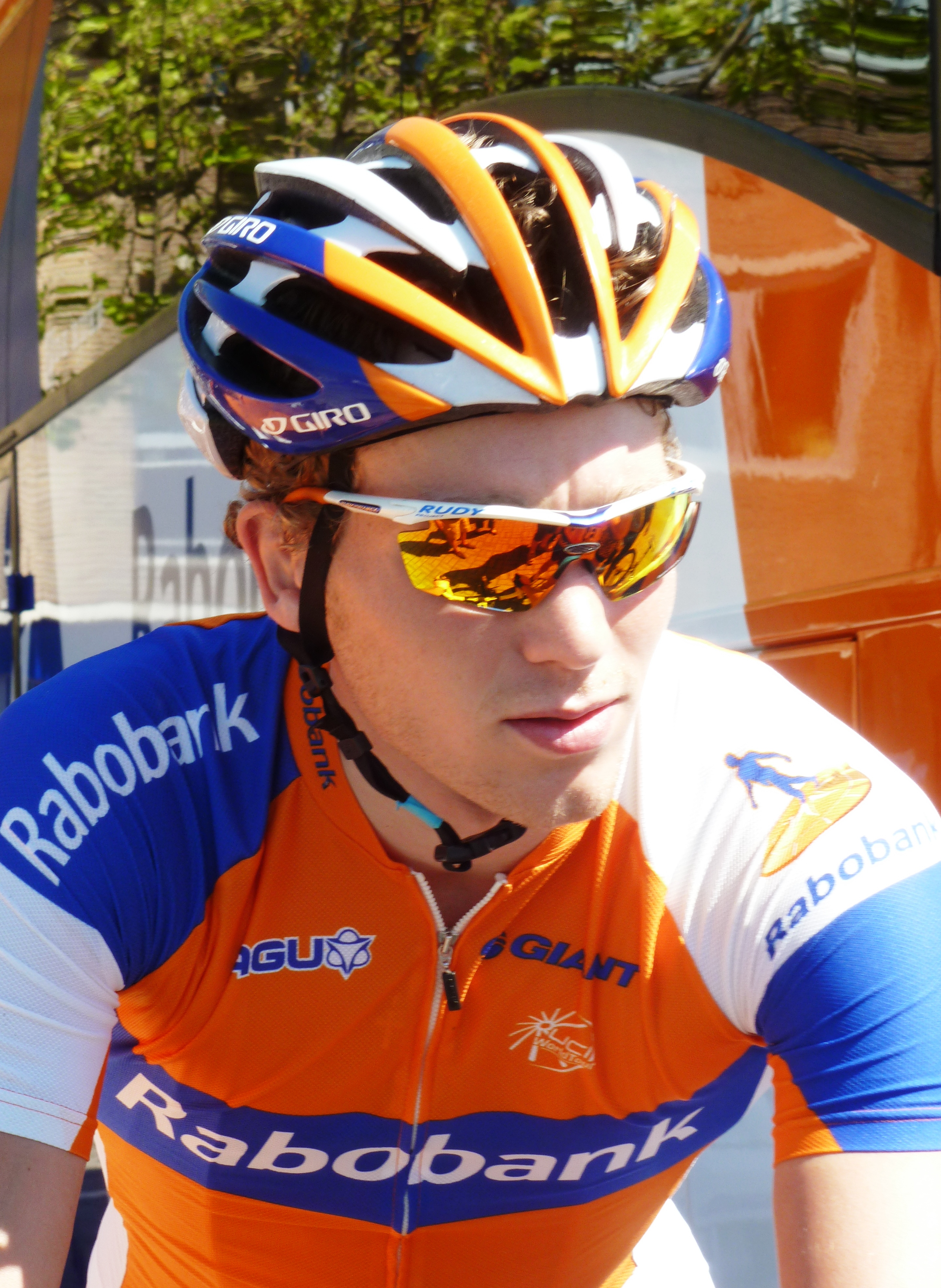
Coen Vermeltfoort lors du Tour de Belgique 2012.

Coen Vermeltfoort intègre en 2007 l'équipe Rabobank Continental, réserve de l'équipe ProTour du même nom. Il gagne cette année-là une étape de l'Olympia's Tour, dont il prend la sixième place finale, et prend la troisième place du Grand Prix de Waregem.
En 2008, il remporte huit courses de l'UCI Europe Tour, dont le Tour de Drenthe et Paris-Roubaix espoirs. En fin d'année, il participe à la course en ligne espoirs des championnats du monde sur route et prend la 91e place. Il finit la saison à la 34e place du classement individuel de l'UCI Europe Tour, et deuxième espoir (moins de 23 ans) derrière Timofey Kritskiy.
En 2009, Coen Vermeltfoort souffre d'une mononucléose qui l'empêche de courir. De retour à la compétition en 2010, il signe plusieurs bonnes performances au printemps, dont une victoire sur Zellik-Galmaarden, une deuxième place au Circuit de Campine et une troisième place sur À travers Drenthe. En mai, le directeur sportif de l'équipe Rabobank Erik Breukink, qui apprécie sa pointe de vitesse en fin de course, estime qu'il est prêt pour intégrer l'équipe ProTour et lui fait signer un contrat de deux ans. Il participe aux championnats du monde sur route où il abandonne lors de la course en ligne des moins de 23 ans.
Au deuxième semestre 2016, il signe un contrat avec la formation néerlandaise Roompot-Nederlandse Loterij.

## Palmarès sur route

### Par années
- 2006
  - Tour de Münster juniors
- 2007
  - 5e étape de l'Olympia's Tour
  - 3e du Grand Prix de Waregem
- 2008
  - Tour de Drenthe
  - 1re et 2e étapes du Tour de Bretagne
  - 1re et 3e étapes de l'Olympia's Tour
  - Paris-Roubaix espoirs
  - 4e étape du Grand Prix Guillaume Tell
  - 2e étape du Tour de l'Avenir
- 2010
  - Zellik-Galmaarden
  - 3e et 5e étapes de l'Olympia's Tour
  - 2e du Omloop der Kempen
  - 2e de l'Olympia's Tour
  - 3e d'À travers Drenthe
- 2013
  - Arno Wallaard Memorial
  - Grand Prix du 1er mai - Prix d'honneur Vic De Bruyne
  - Prologue de l'Olympia's Tour
  - Prologue du Tour du Portugal (contre-la-montre par équipes)
- 2014
  - 4e étape du Circuit des Ardennes international
  - Prologue de l'Olympia's Tour
  - 1re, 3e et 4e étapes de la Flèche du Sud
  - 2e du Tour d'Overijssel
  - 2e de la Baronie Breda Classic
  - 2e du KOGA Slag om Norg
  - 3e du Circuit du Houtland
- 2015
  - 2e de la Flèche côtière
  - 3e du Tour d'Overijssel
  - 3e du Circuit du Houtland
- 2016
  - Omloop van de Braakman
  - 1re et 5e étapes de la Flèche du Sud
  - 2e de la Ster van Zwolle
  - 3e du Dorpenomloop Rucphen
- 2017
  - 2e du Prix national de clôture
- 2018
  - 2e du Tour des onze villes
  - 3e du Trofeo Palma
- 2019
  - Ster van Zwolle
  - Tour de Groningue
  - Slag om Norg
  - 1re étape de l'Olympia's Tour
  - 2e du Tour de Hollande-Septentrionale
- 2020
  - Omloop van de Braakman
  - 3e du Ster van Zwolle
- 2021
  - Textielprijs Vichte
  - Ster van Zwolle
  - 2e de l'Omloop der Kempen
  - 2e du Dorpenomloop Rucphen
  - 2e du Grote Prijs Dr. Eugeen Roggeman
- 2022
  - 7e étape du Tour de Normandie
  - 4e étape du Tour du Loir-et-Cher
  - Tour d'Overijssel
  - 1re étape de la Course de Solidarność et des champions olympiques
  - Districtenpijl-Ekeren-Deurne
  - Ronde van de Achterhoek
  - Grand Prix Rik Van Looy
  - 2e du Tour du Limbourg
  - 2e du Prix national de clôture
- 2023
  - Ster van Zwolle
  - Ronde van Oploo
  - Tour d'Overijssel
  - Omloop der Kempen
  - 4e étape de la Course de Solidarność et des champions olympiques
  - Prix national de clôture
  - 2e de l'Arno Wallaard Memorial
- 2024
  - Ronde van Pijnacker
  - Ronde van Midden-Brabant
  - 3e du Circuit du Pays de Waes
  - 3e du Tour d'Overijssel
- 2025
  - Kasseienomloop van Exloo
  - Omloop Houtse Linies
  - Ronde van Oploo
  - Ronde van Lexmond
  - Ronde van Rijsoord

### Classements mondiaux
| Année                                 | 2007 | 2008 | 2009 | 2010 | 2011 | 2012 | 2013 | 2014 | 2015 | 2016 | 2017 | 2018 | 2019 | 2020 | 2021 | 2022 | 2023 | 2024  |
| ------------------------------------- | ---- | ---- | ---- | ---- | ---- | ---- | ---- | ---- | ---- | ---- | ---- | ---- | ---- | ---- | ---- | ---- | ---- | ----- |
| Classement mondial                    |      |      |      |      |      |      |      |      |      | 395e | 112e | 220e | 588e | 925e | 380e | 240e | 614e | 1149e |
| UCI Europe Tour                       | 448e | 34e  | nc   | 71e  |      |      | 70e  | 60e  | 125e | 200e | 26e  | 88e  | 445e | 731e | 313e | 196e | nc   | nc    |
|                                       |      |      |      |      |      |      |      |      |      |      |      |      |      |      |      |      |      |       |
| Légende : nc = non classéSource : UCI |      |      |      |      |      |      |      |      |      |      |      |      |      |      |      |      |      |       |

## Palmarès en VTT
- 2019
  -  Champion des Pays-Bas de beachrace
- 2021
  -  Médaillé de bronze du championnat d'Europe de beach race
- 2022
  -  Champion d'Europe de beach race

## Palmarès en cyclo-cross
- 2003-2004
  - 3e du championnat des Pays-Bas de cyclo-cross cadets

## Distinctions
- Cycliste espoirs néerlandais de l'année : 2008